# GM HydroGen4
GM HydroGen4 – wodorowy samochód osobowy typu SUV klasy średniej produkowany przez General Motors w latach 2008 – 2010.

## Historia i opis modelu

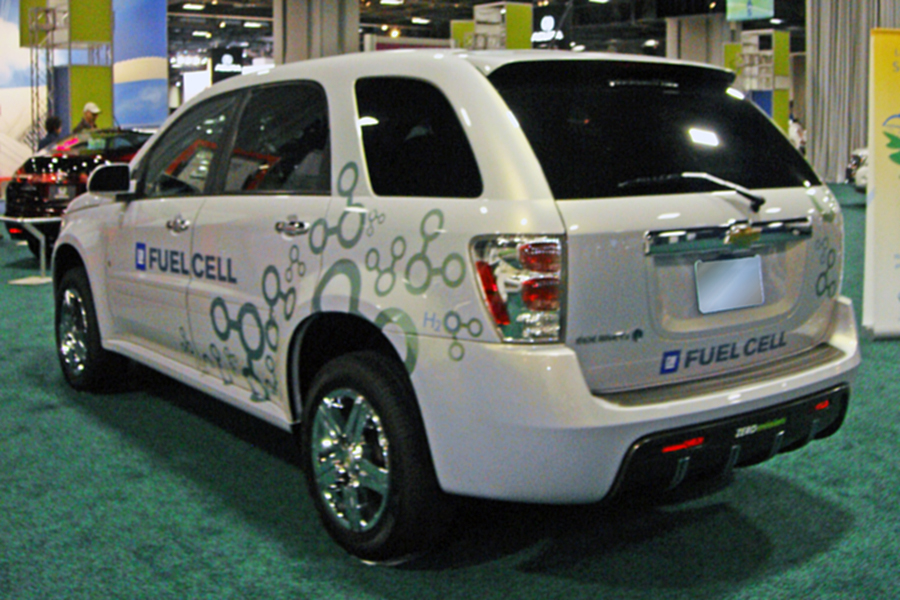
GM HydroGen4 - tył

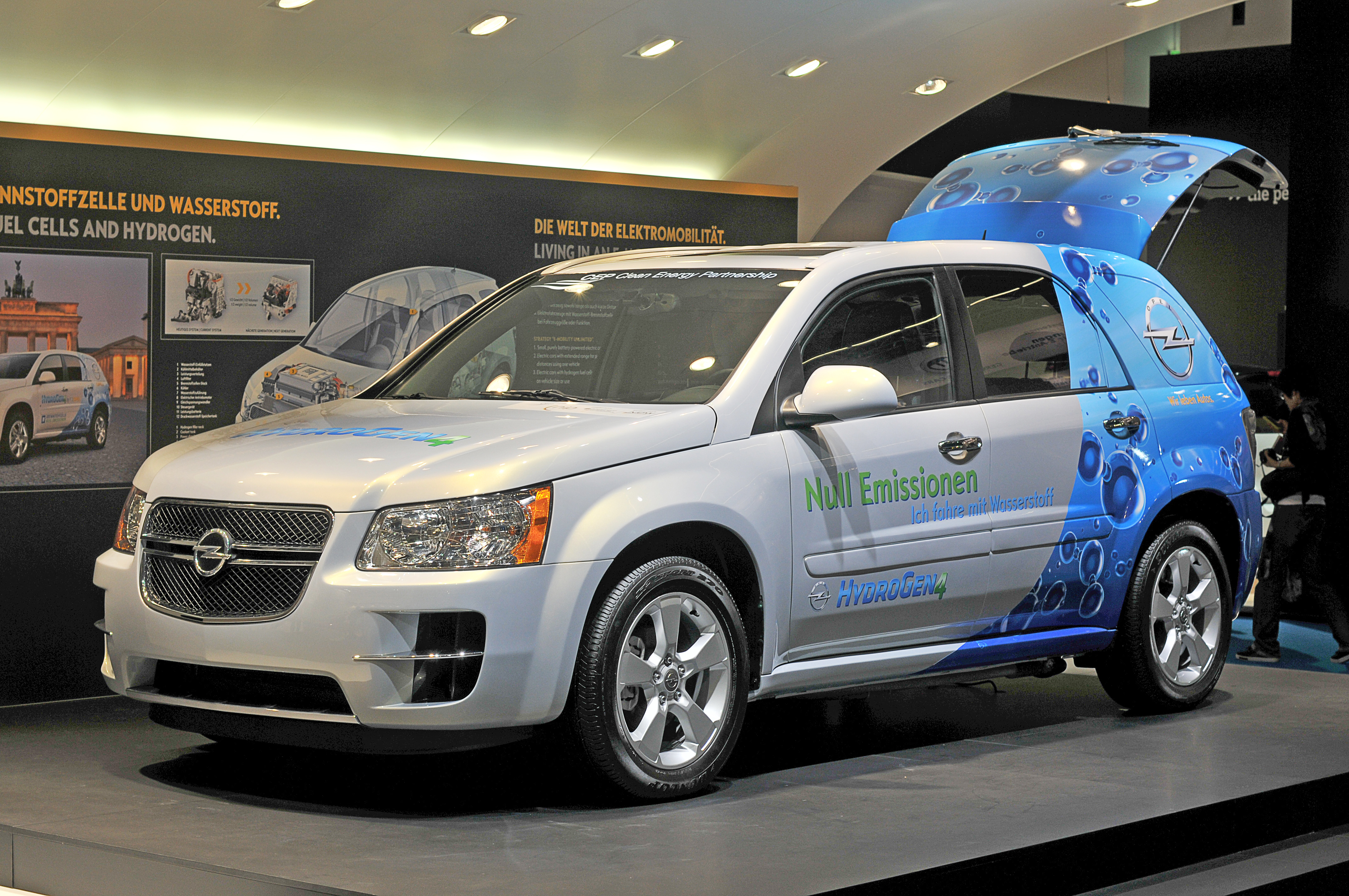
europejski Opel HydroGen4

Podczas Salonu Samochodowego we Frankfurcie w 2007 roku General Motors przedstawiło nową generację pojazdu testującego wodorowe ogniwa paliwowe nowej generacji. Samochód ponownie wykorzystał karoserię oraz kabinę pasażerską z gotowego, produkowanego już modelu koncernu - tym razem Pontiaka Torrenta, różniąc się od niego jedynie większym wlotem powietrza.
W zależności od regionu, w którym pojazd testowano i zaprezentowano, samochód nosił nazwy GM HydroGen4 (Ameryka Północna), Opel HydroGen4 (Europa kontynentalna) lub Vauxhall HydroGen3 (Wielka Brytania).

### Produkcja
Między 2008 a 2010 rokiem powstała krótka seria modeli HydroGen4, która podobnie jak poprzednik (HydroGen4), powstała  jedynie jako przedprodukcyjny prototyp nie przeznaczony do regularnej sprzedaży.

### Dane techniczne
Wodorowy układ napędowy GM HydroGen4 tworzy 73 kW elektryczny silnik, a także 440 ogniw wodorowych. Prędkość maksymalna pojazdu wynosi 160 km/h, z kolei maksymalny moment obrotowy wynosi 320 Nm.